# Cartoline dall'inferno
Cartoline dall'inferno (Postcards from the Edge) è un film del 1990 diretto da Mike Nichols e tratto dall'omonimo romanzo di Carrie Fisher.
Ha ottenuto due candidature al Premio Oscar (miglior attrice protagonista a Meryl Streep e miglior canzone a Shel Silverstein), tre ai Golden Globe 1991 e tre al Premi BAFTA, vincendo, inoltre l'Arancio d'oro al miglior film al Festival di Taormina.

## Trama
La protagonista è Suzanne Vale, un'attrice hollywoodiana tossicodipendente e vittima di una grave crisi depressiva; dopo aver rischiato di morire per un'overdose, viene affidata alla custodia della madre Doris, una matura ed egocentrica stella di Hollywood con problemi di alcolismo.

## Produzione
La pellicola è tratta da un romanzo semi-autobiografico del 1987 dell'attrice Carrie Fisher, autrice anche della sceneggiatura, che, come la protagonista Suzanne, è stata vittima della tossicodipendenza nel corso degli anni ottanta.

## Riconoscimenti
- 1991 - Premio Oscar
  - Candidatura Migliore attrice protagonista a Meryl Streep
  - Candidatura Miglior canzone (I'm Checkin' Out) a Shel Silverstein
- 1991 - Golden Globe
  - Candidatura Migliore attrice in un film commedia o musicale a Meryl Streep
  - Candidatura Migliore attrice non protagonista a Shirley MacLaine
  - Candidatura Migliore canzone originale (I'm Checkin' Out) a Shel Silverstein
- 1991 - Premio BAFTA
  - Candidatura Miglior attrice protagonista a Shirley MacLaine
  - Candidatura Miglior sceneggiatura non originale a Carrie Fisher
  - Candidatura Miglior colonna sonora a Carly Simon
- 1991 - Festival di Taormina
  - Arancio d'oro al miglior film
  - Candidatura Alloro d'argento alla miglior sceneggiatura a Carrie Fisher
- 1991 - Dallas-Fort Worth Film Critics Association Awards
  - Candidatura Miglior attrice protagonista a Meryl Streep
- 1991 - Artios Award
  - Candidatura Miglior casting per un film commedia a Juliet Taylor
- 1992 - London Critics Circle Film Awards
  - Debutto dell'anno a Annette Bening
- 1991 - American Comedy Awards
  - Attrice più divertente a Meryl Streep
  - Candidatura Attrice non protagonista più divertente a Shirley MacLaine